# Joelma Sousa
Joelma das Neves Sousa -más conocida como Joelma Sousa o también referida como Joelma das Neves- (Timon, 13 de julio de 1984) es una deportista brasileña de atletismo.
Fue parte de la delegación brasileña de 62 atletas presentes en los Juegos Panamericanos de 2011 en Guadalajara, donde alcanzó la medalla de plata en la modalidad relevo 4 x 400 metros  junto al conjunto femenino de atletismo conformado por Bárbara de Oliveira, Geisa Coutinho y Jailma de Lima. Además, representó a Brasil en los Juegos Olímpicos de Londres 2012 en la misma disciplina tras clasificar en el Trofeo Brasil.
A nivel iberoamericano, recibió la medalla de oro en los 4 x 100 m relevo y la medalla de bronce en los 400 m del XV Campeonato Iberoamericano de Atletismo de 2012 en Barquisimeto, Venezuela, mientras que ostenta la plusmarca subcontinental en los 4 x 400 m relevo con 3min 26s 68 alcanzado el 7 de agosto de 2011 en el Trofeo Brasil junto a Geisa Aparecida Coutinho, Bárbara de Oliveira y Jailma de Lima.